# Rosenhof (Weidenbach)
Rosenhof ist ein Gemeindeteil des Marktes Weidenbach im Landkreis Ansbach (Mittelfranken, Bayern). Rosenhof liegt in der Gemarkung Leidendorf.

## Geografie
Die Einöde liegt von Wald umgeben am Fuße des Rosenbergs (478 m ü. NHN). Im Westen liegt das Flurgebiet Schelmenbuck. Ein Anliegerweg führt nach Nehdorf (1 km westlich).

## Geschichte
Rosenhof wurde in der ersten Hälfte des 19. Jahrhunderts auf dem Gebiet der Ruralgemeinde Leidendorf errichtet. Am 1. Juli 1971 wurde diese im Zuge der Gebietsreform in Bayern in den Markt Weidenbach eingegliedert.

### Einwohnerentwicklung
| Jahr      | 001836 | 001840 | 001871 | 001885 | 001961 | 001970 | 001987 |
| Einwohner | 10     | 10     | 18     | 12     | 19     | 7      | 3      |
| Häuser    | 1      | 1      |        | 4      | 5      |        | 2      |
| Quelle    | [ 7 ]  | [ 8 ]  | [ 9 ]  | [ 10 ] | [ 11 ] | [ 12 ] | [ 1 ]  |

## Religion
Der Ort ist evangelisch-lutherisch geprägt und bis heute nach St. Georg (Weidenbach) gepfarrt. Die Einwohner römisch-katholischer Konfession sind nach St. Nikolaus (Burgoberbach) gepfarrt.